# Exposició de cireres de Sant Climent de Llobregat
L'Exposició de cireres de Sant Climent de Llobregat, és una festa popular celebrada des de l'any 1976 a Sant Climent de Llobregat. L'any 2019 va celebrar la seva 43a edició, essent la festa dedicada a la cirera més antiga de Catalunya.
Estructurada al voltant de l'exposició de Cireres i el Mercat Pagès i complementada amb nombroses activitats culturals, la Festa de la Cirera de Sant Climent de Llobregat és una festa popular destinada a celebrar l'èxit de la collita d'aquesta fruita i s'ha convertit en una de les festes més importants de la vila.
Coincidint amb el final del mes de maig, Sant Climent de Llobregat celebra una festa que gira al voltant d'un dels productes per excel·lència de la vila, les cireres. Es tracta d'una festivitat encaminada a celebrar l'èxit de la collida presentant-la en societat i permetent la degustació i compra de les diverses varietats de cireres locals.
El president de la Generalitat Quim Torra va assistir a la 43a inauguració de l'Exposició celebrada el maig del 2019.